# Кейн (кечист)
Вижте пояснителната страница за други личности с името Кейн.
Глен Томъс Джейкъбс (род. 26 април 1967 г.) е професионален американски кечист и актьор познат като Кейн. Дебютира през 1992 година, а работи в WWE от 1995. Победите му над кечисти като Гробаря, Скалата, Ледения Стив Остин, Трите Хикса, Грамадата, Острието, Крис Джерико, Кърт Енгъл са го направили чудовище. В турнира "Кралски грохот той е участвал 12 пъти, като има 34 победи. Последния път, когато той спечели шампионат, беше на турнира Договорът в Куфарчето срещу Рей Мистерио за World Heavyweight Championship титлата. Кейн печели Договора в Куфарчето на Разбиване и го използва веднага след мача на Мистерио с Джак Фукльото. Така за първи път в кариерата си става Световен шампион в тежка категория. Защитава успешно пояса няколко пъти срещу Рей Мистерио, Гробаря и Острието, благодарение на великото предателство на Пол Беърър срещу Гробаря, Кейн и Бащата на Разрушението – Пол Беърър изглеждат непобедими. Гробаря бива туширан на турнирите „Нощта на шампионите“ и „Ад в клетка“.

## Историята на Кейн (1997 – настояще)

### 1997 – 1998
Глен дебютира официално като Кейн на 5 октомври 1997 на турнир известен като Bad Blood. Той коства на брат си победа над Шон Майкълс в първия мач в адска клетка. След това Кейн се превръща в най-лошия кошмар за повечето кечисти в Първична сила. За да впечатли брат си, той унищожава звезди като Вейдър, братята Харди, Ахмед Джонсън и Менкайнд. Кейн започва вражда и иска да се бие срещу Гробаря и да отмъсти за смъртта на родителите си, но брат му заявява, че никога няма да се бие срещу собствената си кръв. Така Кейн отново е принуден да се намеси в мача му с Шон Майкълс на Кралския сблъсък. Този път той коства на Гробаря и титлата на Федерацията, а след това го заключва в ковчег и го подпалва. По-късно Кейн разбира, че брат му е успял да се измъкне невредим. Най-после Гробаря се съгласява да се изправи срещу по-малкия си брат и го побеждава на Кеч Мания 14. По-късно двамата отново се изправят лице в лице. Кейн го побеждава, благодарение на намесата на Менкайнд. Така той получава шанс да се бие срещу Ледения Стив Остин на Краля на ринга за титлата на Федерацията в мач Първа Кръв. Преди това Кейн му заявява, че ако не победи ще се подпали. Това обаче не се случва и Кейн печели титлата. Остин не се примирява с факта, че е загубил и си връща златото още на следващата вечер. Малко след това Кейн формира отбор с Менкайнд и двамата печелят титлите по двойки два пъти.

### 1999 – 2000
X-Pac е новият партньор на Кейн и двамата стават шампиони по двойки. Огромната червена машина също така си намира и гадже – Тори. X – Pac предава Кейн и става член на DX. Двамата започват вражда и се стига до мач в стоманена клетка на Армагедон. Кейн си отмъщава на X-Pac и го побеждава. В началото на 2000 Тори зарязва чудовището заради X-Pac и се присъединява към DX. Не след дълго Кейн разбива Трите Хикса и X – Pac в хандикап мач на Първична сила, враждата намира своя край на Кечмания 16, когато Рикиши и Кейн побеждават X – Pac и Road Dogg. Малко след Кечмания контузия изкарва Кейн извън ринга за около месец. Той се завръща и помага на Скалата и Гробаря срещу хората на Макмеън. На Крал на Ринга Кейн, Скалата и Мъртвеца се изправят пред Винс, Шейн Макмеън и шампиона на федерацията – Трите Хикса, като е заложена титлата на Играта. Скалата пръв тушира опонент и става новият носител на златото. Кейн нанася две задушаващи тръшвания на брат си в епизод на Първична сила. На следващата седмица Гробаря излиза и иска обяснение на Кейн за стореното, но е жестоко пребит от Голямата Червена Машина. На Лятно Тръшване братята отново се изправят един срещу друг. Мачът приключва, след като Гробаря сваля маската на Кейн и той е принуден да се откаже. Годината за чудовището е в края си, а той започва последна вражда с Крис Джерико, който побеждава на Rebellion и Survivor Series, но и също губи на Армагедон.

### 2001
На 1 януари 2001, Кейн побеждава Скалата в епизод на Първична сила. Той влиза под номер 6 и поставя рекорд за най – много елиминирани кечисти в Кралско меле. Леденият Стив Остин последен успява да елиминира Голямата червена машина, която е вече над 53 минути в мелето, и той печели. На Кечмания 17, Кейн е новият носител на Hardcore титлата, успявайки да надвие Грамадата и Гарвана. Чудовището успява да запази титлата си и за определен период, след победи над Стивън Ричърдс, Роб Ван Дам и Кърт Енгъл, но я губи срещу Rhyno, след като Остин и Играта се намесват и счупват ръката на Кейн. Заедно с Гробаря формират Братята на Разрухата и се бият срещу Трите Хикса и Ледения на Backlash, които не успяват да победят. На Judgment Day Кейн грабва Интерконтиненталната титла от ръцете на Играта, побеждавайки го в мач с вериги.
След като Острието, Крисчън, Rhyno, Кърт Енгъл и др. се провалят, Албърт успява да надвие Кейн в реванш за титлата след намесата на DDP, който вече е започнал вражда с Гробаря. Стига се до Лятно тръшване, където Братята на разрухата побеждават DDP и Крис Кениън в мач със стоманена клетка. В резултат те стават новите шампиони по двойки на WCW. Следващи са KroniK, които не успяват да надхитрят братята и на Unforgiven губят. Малко по – късно, Кейн участва на Survivor Series като член на отбора WWF срещу този на WCW, но е туширан от Роб Ван Дам.

### 2002 – 2003
През 2002 година, Кейн започва вражда с Кърт Енгъл. Уреден им е мач на КечМания 18 в който Енгъл побеждава. На 25 март Федерацията е разделена на две части – Първична сила и Разбиване. Машината е в Първична Сила. След това се контузва. Завръща се през септември и заедно с Урагана печелят отборните титли на 23. Кейн започва вражда с Трите Хикса. На 30 септември Кейн побеждава Крис Джерико и става интерконтинентален шампион въпреки намесата на Хиксовете и Светкавицата. На No Mercy Кейн се бие с Трите Хикса в мач в който са заложени ИК титла на Машината и Световната титла на Играта. Трите Хикса печели нечестно мача и взима титлите. На Survivor Series 2002 Чудовището участва в първата Елиминационна клетка, но бива елиминиран трети. През 2003 Кейн сформира тим с Роб Ван Дам. Двамата печелят отборните титли на 31 март. На Bad Blood те губят титлите. Следващата вечер Трите Хикса, предлага място на Кейн в Еволюция. Главния мениджър на шоуто Стив Остин предлага мач за световната титла срещу Играта на машината ако отхвърли офертата. Другият главен мениджър на Първична сила – Ерик Бишов допълва условието ако Кейн загуби маха маската. Машината отхвърля офертата! Но губи мача от Играта. Налага се да свали маската, прави го....след това прави задушаващо на Роб Ван Дам. Следващата седмица Кейн прави Надгробен Камък на Линда Макмеън. За да си отмъсти Шейн предизвиква Кейн в мач последният отцелял на Unforgiven 2003 Кейн побеждава в мача. Но на Шейн не му стига, двамата се бият и на Survivor Series в мач с линейки. Победител отново е Кейн. По-късно вечерта Кейн се намесва в мача на брат си! Помага на Винс Макмеън да го зарови!През следващия месец на Армагедон, Кейн се бие в троен мач за Светоната титла срещу Голдбърг и Трите Хикса в който победител е Играта. Машината си мисли, че Гробаря е мъртъв, но той се завръща на КечМания ХХ и го побеждава без проблеми.

### 2004 – 2006
След загубата си на КечМания 20, Кейн се влюбва в Лита. Тя го отблъсква. Това го кара да я отвлече, но Мат Харди успява да я спаси. По-късно същата вечер Кейн печели кралска битка, която му дава право на мач за световната титла срещу Крис Беноа на Badd Blood. Машината губи мача от Беноа. Следващата седмица става ясно че Лита е бременна от Кейн. На Лятно Тръшване 2004 е уреден мач между Кейн и Харди в който залога е който победи се жени за Лита. Победител е Кейн. Той се жени за Лита на следващия Raw! Кейн започва вражда с Снитски, заради който Лита губи бебето. Уреден е мач с вериги на Taboo Tuesday между Кейн и Снитски. Във въпросния мач Снитски побеждава и контузва Кейн. Машината отсъства за няколко месеца. Завръща се на New Years Revolution и побеждава Снитски след Надгробен Камък. Следва кратка вражда с Висцера. Двамата имат мач на Backlash 2005, в който победител е Кейн. Лита изоставя Кейн заради Острието. Двамата се бият в няколко мача преди да се стигне до мач с носилка. В който победител е Острието заради постоянните намеси на Лита. Кейн и се отплаща с един Надгробен Камък върху рампата. През октомври Машината печели кралска битка, която му гарантира място до Грамадата и Шон Майкълс. феновете трябва да изберат кой от тримата да се бие с Джон Сина за титлата на федерацията. Избраният е Шон. Грамадата и Кейн побеждават Ланс Кейт и Тревор Мьрдок и стават отборни шампиони. На Армагедон двамата гиганти побеждава отборните шампиони на Разбиване – Батиста и Рей Мистерио. Те запазват титлите си и мачкат всички съперници до КечМания 22, където също успяват да ги защитят побеждавайки Крис Майстора и Карлито. Те губят титлите в нощта след Кечмания от Spirit Sqad. Кейн и Шоу получават реванш, но на Кейн му става нещо, той чува някакви гласове и пребива всички включително и Грамадата. Гласовете са свързани с 19 май. Кейн започва да пребива всеки който спомене нещо за тази дата. На 19 май 2006 Кейн пребива JBL и Рей Мистерио в разбиване. На 29 май се случва нещо много странно по време на мач за ИК титла между Кейн и Шелтан Бенжанин се появява старият Кейн с маска пребивайки истинският. На Vengeance 2006 маскираният Кейн побеждава истинският. Но на следващия епизод на Raw истинският забива три задушаващи на фалшивия, сваля му маската и го изхвърля от залата....След това Кейн враждува с Умага. Обявен е мач в който загубилият трябва да напусне Raw. Умага печели....Кейн е принуден да напусне Първична сила!
/* 2012/*
В началото на 2012 Кейн има вражда с Джон Сина, а после преди КечМания 28 има вражда с Ренди ОртънНа кеч мания 28 Кейн побеждава Ортън, но после на  Разбиване след Кеч мания на реванша им, Кейн губи. На едно от шоутата  Първична сила има мач Си Ем Пънк и Ей Джей срещу Дениел Браян и Кейн. Ей Джей целува Кейн, Си Ем Пънк е объркан, тъй като той явно изпитва симпатии към него. На  Разбиване Ей Джей излиза на ринга за обясни постъпката си. Няйната версия е, че е искала да защити Си Ем Пънк. След обявяването на ейджей за главен мениджър, Кейн и Ей Джей не са в любовни отношения. Кейн почва вражда с Даниел Браян, след като бе победен от Браян на Лятно Тръшване. След това има мач за главните претенденти за отборните титли: Кейн и Дениел Браян срещу Прайм Тайм Плеарс. Победата е за Даниел Браян и Кейн. На нощта на шампионите Кейн и Браян стават отборни шампиони, но пак враждуват като спорят кой е истинския шампион. След няколко шоута е избрано и име на отбора hell No, същата вечер шампионите са атакувани от нов съюз между Коуди Роудс и Деймиън Сендау.

### Ре-маскиране и „Team Hell No“ (2011 – 2013)
В началото на ноември 2011 г., WWE започва излъчване на винетки с участието на Кейн и горяща червена маска. Кейн се завръща на 12 декември в епизод на Raw облечен с метална маска и ново облекло, вдъхновена от разрезите на аутопсия човешкото тяло след аутопсия. Той прекъсна основното събитие между Марк Хенри и Джон Сина, атакува Сина преди да извади металната маска, за да разкрие една нова червена маска. Кейн продължи да атакува Сина в следващите седмици, като твърди, че иска Сина да „прегърне омразата“.Kейн също напада партньора на Сина – Zack Ryder. Кейн и Джон Сина се бореха до двойно отброяване в Royal Rumble. На 19 февруари в Елиминационна клетка, Сина победи Кейн в мач с „Бърза помощ“, за да се сложи край на враждата. През март, Кейн започна вражда с Ренди Ортън, като го атакува. Кейн по-късно обясни, че е „необходимо да се чувствам като чудовище отново“ и вярва, че победата над Ортън щеше да му позволи да направи това.Ортън отвръща на удара, в следващите седмици, което води до мач на Кечмания 28, което Кейн печели. В реванш в шоуто Разбиване, Ортън победи Кейн в мач с без дисквалификация. След като Кейн нападна Ортън и баща му, Боб Ортън, двойката се изправиха срещу Кейн при екстремни правила, в „Falls Count Anywhere мач“, което Ортън спечели чрез използване на стоманен стол.
В Лятно тръшване, Кейн бе победен от Брайън. В подреждането на д-р Shelby и Ей Джей, двамата противници формираха отбор, чиято се състезава във всички шоута. Те побеждават Prime Time (Тайтъс о'Нийл и Дарън Йънг), и се превръщат в #1 притенденти за Отборните титли на федерацията, и побеждавайки шампионите Кофи Кингстън и Ар Труф през турнира „Нощта на шампионите“. Кейн и Брайън направиха първия си успех защитата на титлата на следващата вечер в Първична, побеждавайки на бившите шампиони в мач реванш. Следващата седмица на Raw, „Team Hell No“ официално бе избран за името на отбора чрез анкета в Twitter. Team Hell No влезе във вражда с отбора „Учените Роудс“ (Коди Роудс и Деймиън Сандау), и успешно защитиха титлите срещу тях няколко пъти. На 26 ноември в епизод на Raw, Кейн и Брайън бяха нападнати от Щитът (Сет Ролинс, Дийн Амброус, и Роман Рейнс).Team Hell No се съюзи с Райбек за да се изправят срещу Щитът, но те губят в турнира „Маси, Стълби Столове“. Освен успешно да защитят титлите си срещу отборите „Учените Роудс“ и „3MB“ (Дрю Макинтайър и Хийт Слейтър), на 11 февруари в епизод на Raw, Кейн побеждава Долф Зиглър за да спечели място в „Елиминационната клетка“ за мача за World Heavyweight Championship, но бе вторият човек елиминиран от мача в „Елимиационната клетка“ заплащане-на-гледка. На 7 април в WrestleMania 29, Team Hell No побеждават Долф Зиглър и Големият И Лангстън и защитават титлите си успешно още един път. На 22 април в епизод на Raw, Team Hell No и Гробаря бяха победени от Щитът в отборен мач между 6 души. На 19 май в Екстремни Правила, Кейн и Брайън губят Отборните титли на федерацията на двата члена на Щитът Сет Ролинс и Роман Рейнс, слагат край на тяхното царуване за 245 дни. Team Hell No губят реванша срещу Рейнс и Ролинс на 27 май. На епизод на SmackDown, Кейн, Брайън и Ранди Ортън сложиха край на непобедимата серия на Щитът. Кейн безуспешно оспорва Дийн Амброус за Титла на Съединените щати.
Също така през 2014 в Raw в мач срещу Миз той побеждава, но после си сваря маската. След това той става част от Властта, като през 2015 дори става опеартивен директор. През същата тази година Сет Ролинс дразнеше Кейн и така се стигна до мач засветовната титла на Hell in a Cell. Залогът е титлата на Ролинс или поста на Кейн. Машината губи мача и вече е просто кечист.

## В кеча
- Задушаващо тръшване
- Надгробен камък – копирано от Гробаря
- ДЕ ДЕ ТЕ със засилка
- Саблен удар от въжетата
- Странично тръшване
- Тръшване на чувала
- Задушаване на кобрата
- Десен удар (ъперкът)
- Последно причастие
- Силово тръшване
- Падащ лист (когато противникът е в седнало положение)
- Големия ботуш
- Суплекс

### Мениджъри
- Еди Гилберт
- Джим Контри
- Джери Лолър „Краля“
- Джим Рос
- Дъч Ментел
- Паул Беър
- Тери

## Прякори
- Голямото червено чудовище
- Голямата червена машина
- Любимия демон на дявола

### Интро песни
- Burned (1997 – 2000) на Джим Джонстън
- Out of the Fire (2000 – 2002) на Джим Джонстън
- Slow Chemical (2002 – 2008) на Finger Eleven
- Man on Fire (2008 – 2011) на Джим Джонстън
- Veil Of Fire (12 декември 2011 – настояще) на Джим Джонстън

### Титли и постижения
- Pro Wrestling Illustrated
  - Вражда на годината (2013) срещу Даниъл Брайън Като член на Органа
  - Най-мразеният кечист на годината (2013) Като член на Органа
  - Отбор на годината (1999) с Екс-Пак
  - PWI 500 го класира на No. 4 от топ 500 единични кечисти на годината през 2011
  - PWI го класира на No. 186 от 500 най-добрите единични кечисти по време на „PWI Years“ през 2003
- Rolling Stone
  - Най-недооценен изпълнител (2015)
- Smoky Mountain Wrestling
  - Отборен шампион на SMW (1 път) – с Ал Сноу
- United States Wrestling Association
  - Шампион в тежка категория на USWA (1 път)
- World Wrestling Federation / World Wrestling Entertainment / WWE
  - Шампион на ECW (1 път)
  - Световен шампион в тежка категория (1 път)
  - Световен отборен шампион на WWE (9 пъти) – с Менкайнд (2), Екс-Пак (2), Гробаря (2), Урагана (1), Роб Ван Дам (1), и Грамадата (1)
  - Отборен шампион на WCW (1 път) – Гробаря
  - Отборен шампион на Първична сила на WWE (2 пъти) – с Грамадата (1) и Даниъл Брайън (1)
  - Шампион на WWE (1 път)
  - Интерконтинентален шампион на WWE (2 пъти)
  - Член на Залата на Славата (2021)

## Филмография
| Година | Заглавие                         | Роля            |
| ------ | -------------------------------- | --------------- |
| 2006   | Виж страха                       | Джейкъб Гуднайт |
| 2010   | MacGruber                        | Tanker Lutz     |
| 2014   | Scooby-Doo! WrestleMania Mystery | Себе си         |
| 2014   | Виж страха 2                     | Джейкъб Гуднайт |